# Posteriorna hipofiza
Posteriorna hipofiza (neurohipopfiza) se sastoji od posteriornog režnja hipofize i dela endokrinog sistema. Uprkos njenog imena, posteriorna hipofizna žlezda nije žlezda sama po sebi, nego je uglavnom kolekcija aksonskih projekcija iz hipotalamusa koje se zavrđavaju iza anteriorne hipofize.

## Dodatne slike
- Posteriorna hipofiza se sastoji od posteriornog režnja hipofizne žlezde
- Sinusi
- Hipotalamusna jegra